# Peter Graf
Peter Graf (Crimmitschau, 1937) é um pintor alemão.[carece de fontes?]
Foi agraciado com um prêmio da Sächsische Akademie der Künste em 2001.